# Sabrina Sidney
Vous lisez un « bon article » labellisé en 2025.
Sabrina Bicknell, née en 1756 ou 1757 et morte le 8 septembre 1843, surtout connue sous le nom de Sabrina Sidney, est passée à la postérité pour la singularité de sa trajectoire sociale au sein de la société britannique du XVIIIe siècle. Abandonnée au Foundling Hospital de Londres durant sa petite enfance, elle est recueillie à l'âge de 12 ans par l'écrivain et philosophe des Lumières Thomas Day, qui nourrissait l'ambition de la façonner selon un idéal éducatif et matrimonial prédéterminé.
En 1769, Thomas Day et son associé John Bicknell procèdent à la sélection de deux jeunes orphelines, Sabrina Sidney et Lucretia, issues d'institutions londoniennes. Leur démarche s'inscrit dans une tentative de mise en pratique expérimentale des principes rousseauistes, sous une apparente légalité contractuelle impliquant Richard Lovell Edgeworth. Dans le prolongement théorique de l'ouvrage Émile ou De l'éducation de Jean-Jacques Rousseau, Thomas Day entreprend une expérimentation pédagogique radicale, qui s'apparente à de la maltraitance et à des pratiques relevant de l'abus de pouvoir, proche des dynamiques d'asservissement, en appliquant de manière extrême les principes éducatifs rousseauistes.
En 1783, John Bicknell révèle à Sabrina Sidney les détails de son parcours éducatif expérimental, orchestré par Thomas Day. Cette révélation provoque une confrontation épistolaire entre Sabrina Sidney et Day, durant laquelle ce dernier, tout en confirmant les faits, maintient une posture de distanciation morale. À la suite de cette révélation, Sabrina Sidney épouse Bicknell et le couple donne naissance à deux enfants. Le décès prématuré de Bicknell en 1787 contraint Sabrina Sidney à réorienter sa trajectoire professionnelle. Elle trouve alors un emploi auprès de Charles Burney, pédagogue, en qualité de gestionnaire administrative de ses établissements scolaires. Sabrina Sidney meurt le 8 septembre 1843 dans sa maison de Greenwich, aujourd'hui un quartier de Londres.

## Enfance en orphelinat
En 1756 ou 1757, dans le quartier londonien de Clerkenwell, Sabrina Sidney voit le jour dans des circonstances particulières. Elle est déposée par un inconnu au Foundling Hospital, institution spécialisée dans la protection et l'éducation d'enfants abandonnés. Accompagnant l'enfant, une note manuscrite révèle son prétendu nom de baptême : Manima Butler, censément baptisée à l'église Saint-Jacques locale. L'orthographe inhabituelle laisse supposer une possible déformation du nom « Monimia », bien que cette hypothèse demeure invérifiable en l'absence de tout document paroissial attestant l'une ou l'autre des versions nominatives.

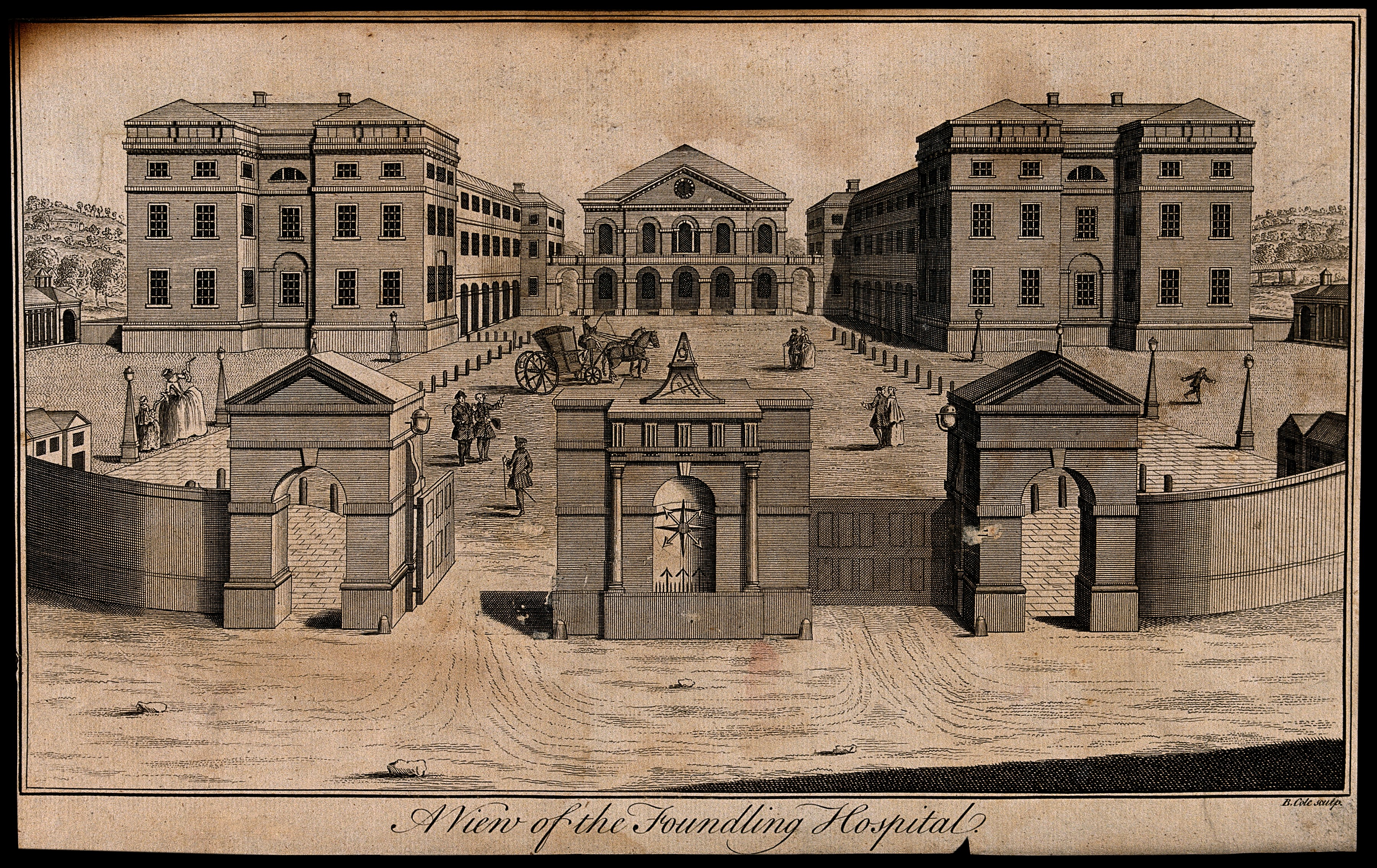
L'hôpital des enfants trouvés (Foundling Hospital), établissement philanthropique londonien du XVIIIe siècle où Sabrina Sidney a été abandonnée.

 Pour être admis au Foundling Hospital, les enfants doivent être âgés de moins de six ans. Bien que ce critère soit appliqué, l'établissement ne conserve pas de registres détaillés concernant l'âge précis des enfants. Conformément aux pratiques institutionnelles de l'époque, chaque enfant reçoit un nouveau nom et un numéro de référence administrative. Ainsi, bien avant de recevoir son nom définitif, Sabrina Sidney est nommée Anne Kingstone et porte le numéro d'identification 4759. Initialement confiée à une nourrice nommée Mary Pemble, l'enfant est placée à Wotton dans le Surrey, où elle demeure jusqu'en 1759, atteignant l'âge de deux ans. Bien que la pratique courante soit de maintenir les enfants trouvés auprès de leur nourrice jusqu'à l'âge de cinq ou six ans, le Foundling Hospital, confronté à un afflux important de nouveau-nés, procède à une réorganisation de ses placements. Dans ce contexte, Sabrina Sidney devait être transférée, avec d'autres enfants qui n’avaient plus besoin de nourrice, vers la succursale de Shrewsbury. Cependant, ledit bâtiment n'ayant été achevé qu'en 1765, Sabrina Sidney et un autre enfant trouvé sont temporairement confiés à une autre nourrice, Ann Casewell, qui les accueille à son domicile.

## L'expérience de Thomas Day

### Contexte
Thomas Day, héritier d'une fortune paternelle dès son plus jeune âge, se distingue par un visage marqué par la variole et une personnalité complexe, caractérisée par une humeur morose et un tempérament prompt à la colère. Son parcours académique le conduit au Corpus Christi College d'Oxford , où il entreprend des études philosophiques qui influencent profondément sa conception de l'existence. Durant cette période universitaire, Day formule un projet existentiel ambitieux qui vise à incarner l'idéal du vertueux philosophe. Cette ambition se traduit par le renoncement délibéré au luxe et un engagement résolu dans l'altruisme. Parallèlement, il élabore un cahier des charges matrimonial révélateur des normes intellectuelles et sociales de son époque. Son projet conjugal définit un profil féminin idéal : une femme à la fois soumise et intellectuellement émancipée, capable de dialogues philosophiques sophistiqués tout en rejetant les artifices mondains. Ces exigences singulières, conjuguées à sa personnalité considérée comme peu engageante, ont pour conséquence prévisible une série d'échecs successifs dans ses entreprises matrimoniales.

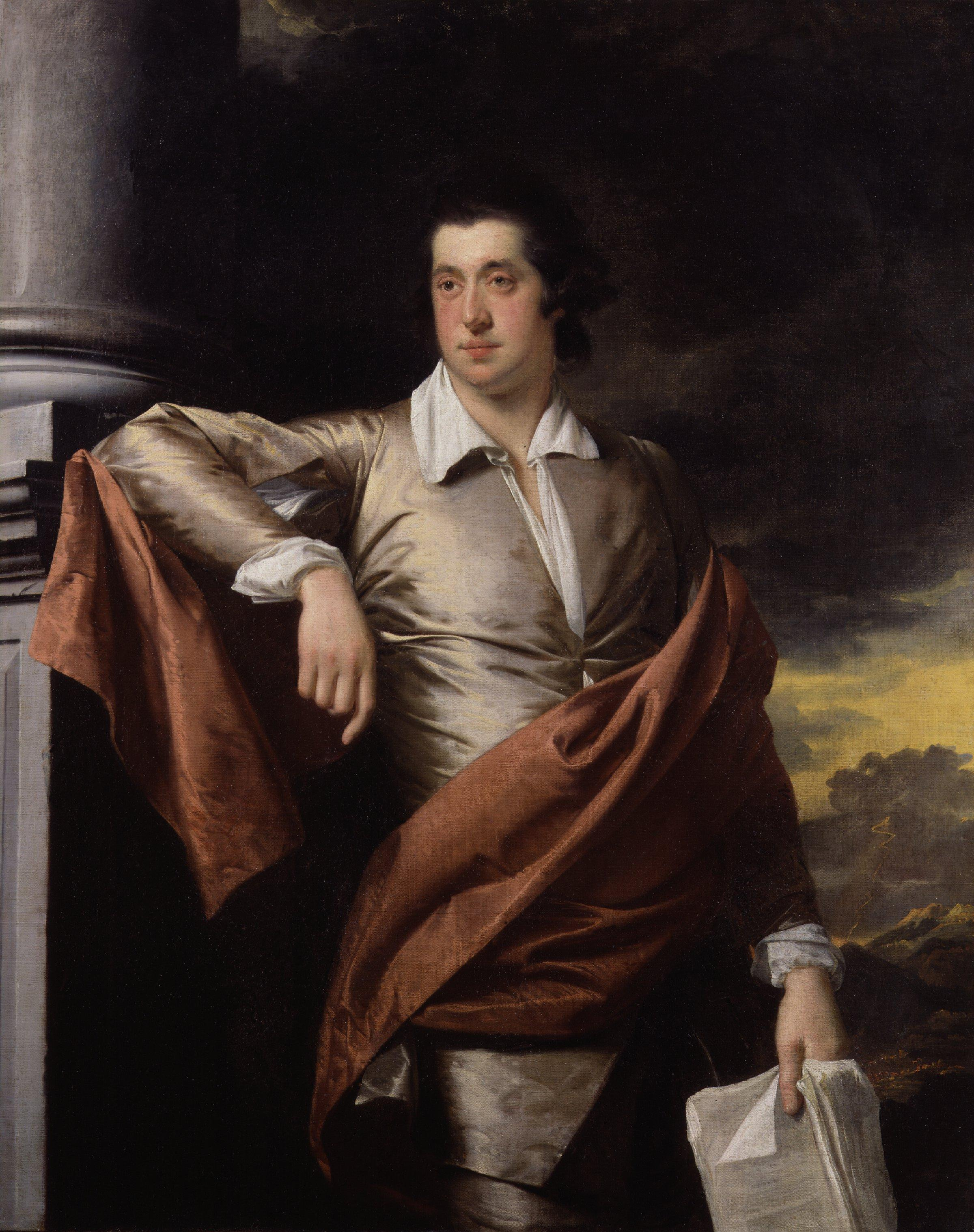
Portrait de Thomas Day par Joseph Wright (1770).

Thomas Day est initié à l'œuvre de Jean-Jacques Rousseau par son ami Richard Lovell Edgeworth, avec qui il partage une affinité intellectuelle particulière pour le traité pédagogique Émile ou De l'éducation. Après avoir quitté Oxford, les deux hommes entreprennent d'expérimenter la méthode éducative rousseauiste auprès du premier fils de Richard Edgeworth, Dick, en privilégiant une approche d'apprentissage expérientiel et pratique. Lors d'un voyage en Irlande où Thomas Day accompagne Richard Edgeworth en qualité de précepteur, il manifeste un intérêt romantique successivement envers la sœur d'Edgeworth, puis envers plusieurs autres femmes. Ces tentatives de rapprochement amoureux sont systématiquement déclinées, ce qui illustre les difficultés personnelles de Day dans ses interactions sentimentales. 
Thomas Day, toujours influencé par les idéaux philosophiques de Jean-Jacques Rousseau, en vient à la conclusion qu'il ne pourra trouver une épouse correspondant à ses critères personnels élevés. Il attribue principalement cette difficulté aux lacunes dans l'éducation féminine de son époque,. S'inspirant du personnage de Sophie dans l'ouvrage Émile ou De l'éducation, Thomas Day conçoit un projet singulier : façonner sa future épouse selon un modèle éducatif précis, en l'instruisant et en la formant dès son adolescence, conformément aux préceptes rousseauistes. Alors qu'il approche une relative indépendance financière, Thomas Day entreprend, avec la complicité de son ami John Bicknell, avocat, de sélectionner deux jeunes filles susceptibles d'être éduquées et préparées selon ses conceptions d'une épouse idéale.

### Le choix des filles
Peu après son 21e anniversaire en juin 1769', Thomas Day et son ami John Bicknell se rendent à l'orphelinat de Shrewsbury afin de sélectionner une première candidate pour leur projet éducatif. Sabrina Sidney, âgée de 12 ans, présente des caractéristiques physiques distinctives : une chevelure brune aux reflets auburn, des yeux sombres et expressifs, et des tresses châtain. Sa silhouette est svelte, et elle se distingue par des cils prononcés et une voix mélodieuse. Thomas Day hésite dans le choix de la jeune fille, tandis que Bicknell procède rapidement à la sélection. Les deux hommes dissimulent leurs véritables intentions auprès du secrétaire de l'établissement, Samuel Magee,. Ils présentent Sabrina Sidney comme une future domestique devant être placée dans la propriété rurale de Richard Lovell Edgeworth, dans le Berkshire.

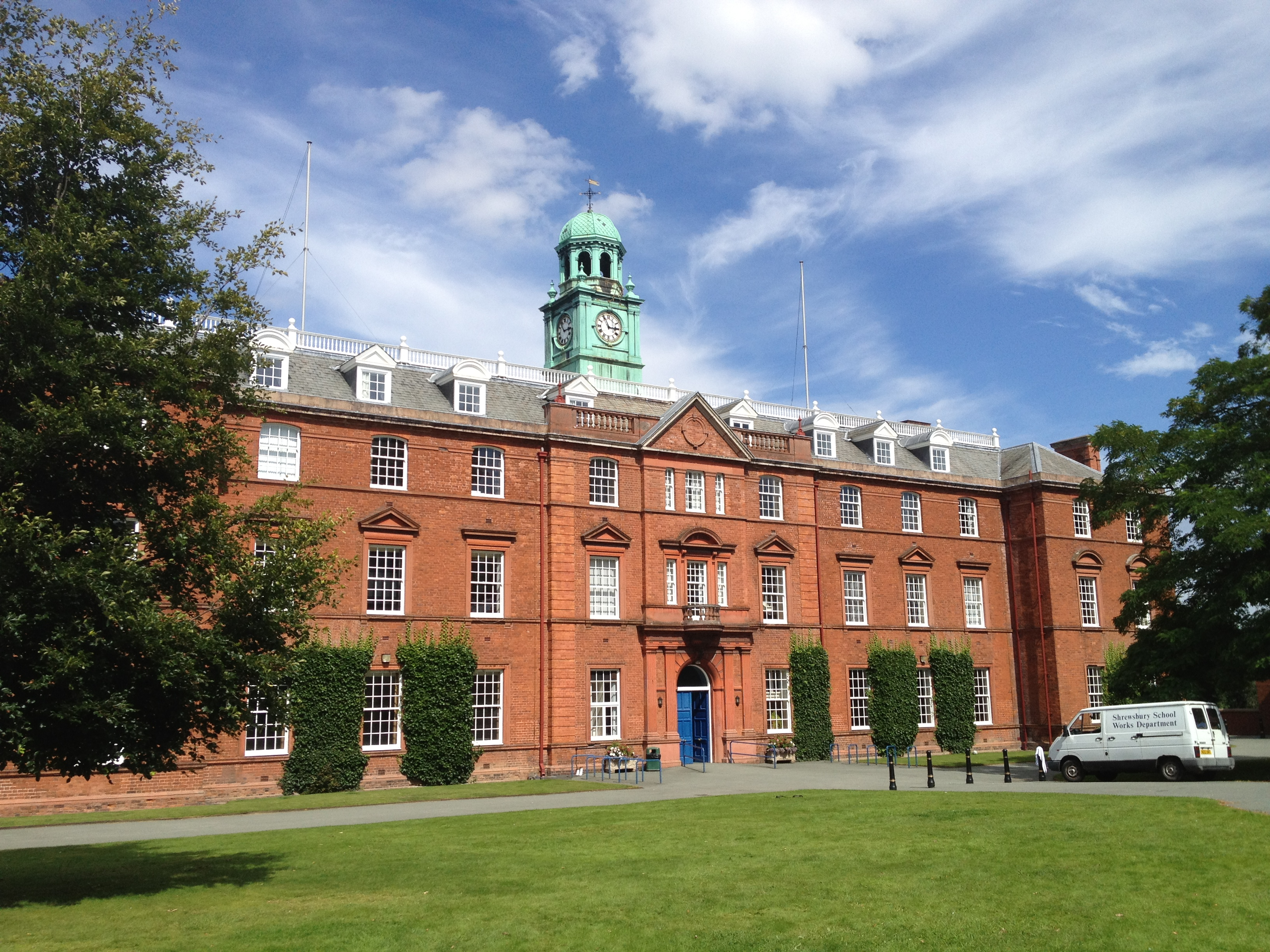
L'ancien hospice des orphelins de Shrewsbury, intégré aujourd'hui au complexe architectural de l'école de Shrewsbury.

Le 30 juin 1769, les administrateurs de l'orphelinat approuvent officiellement le placement de Sabrina Sidney. Day et Bicknell récupèrent la jeune fille le 17 août et la conduisent dans un logement londonien où elle fait la connaissance d'Edgeworth. Thomas Day procède alors à une réorganisation identitaire significative en renommant la jeune fille Sabrina Sidney. Le prénom « Sabrina » fait référence à la dénomination latine de la rivière Severn, à proximité de laquelle est situé l'orphelinat d'origine. Le nom de famille « Sidney » est choisi en hommage à Algernon Sidney, une figure politique et philosophique admirée par Thomas Day. Poursuivant son engagement philanthropique, Thomas Day devient progressivement bienfaiteur, puis administrateur du Foundling Hospital. Le 20 septembre 1769, il sélectionne une autre jeune fille nommée Dorcas Carr, qu'il rebaptise Lucretia,, en référence à Lucrèce,.
Thomas Day confie à Bicknell la rédaction d'un contrat définissant les modalités matrimoniales et professionnelles des deux filles. Le projet prévoit qu'il sélectionnera, dans un délai d'un an, celle qu'il envisagera plus tard d'épouser. L'autre candidate sera placée en apprentissage dans un métier artisanal, avec une compensation financière de 100 livres sterling (soit l'équivalent de 17 527 livres sterling en 2023). Le contrat prévoit des dispositions financières conditionnelles, établissant un versement de 400 livres sterling (équivalent à environ 70 108 livres sterling en 2023) subordonné à deux événements spécifiques : soit le mariage de la bénéficiaire, soit la création de sa propre entreprise. Deux scénarios sont envisagés pour son épouse potentielle : soit il l'épouse, soit il lui verse une indemnité de 500 livres sterling (équivalant à 87 635 livres sterling en ) s'il renonce au mariage. John Bicknell se porte garant de l'ensemble des termes contractuels, cautionnant ainsi le projet matrimonial et social de Thomas Day.

### Éducation en France

#### Arrivée à Avignon

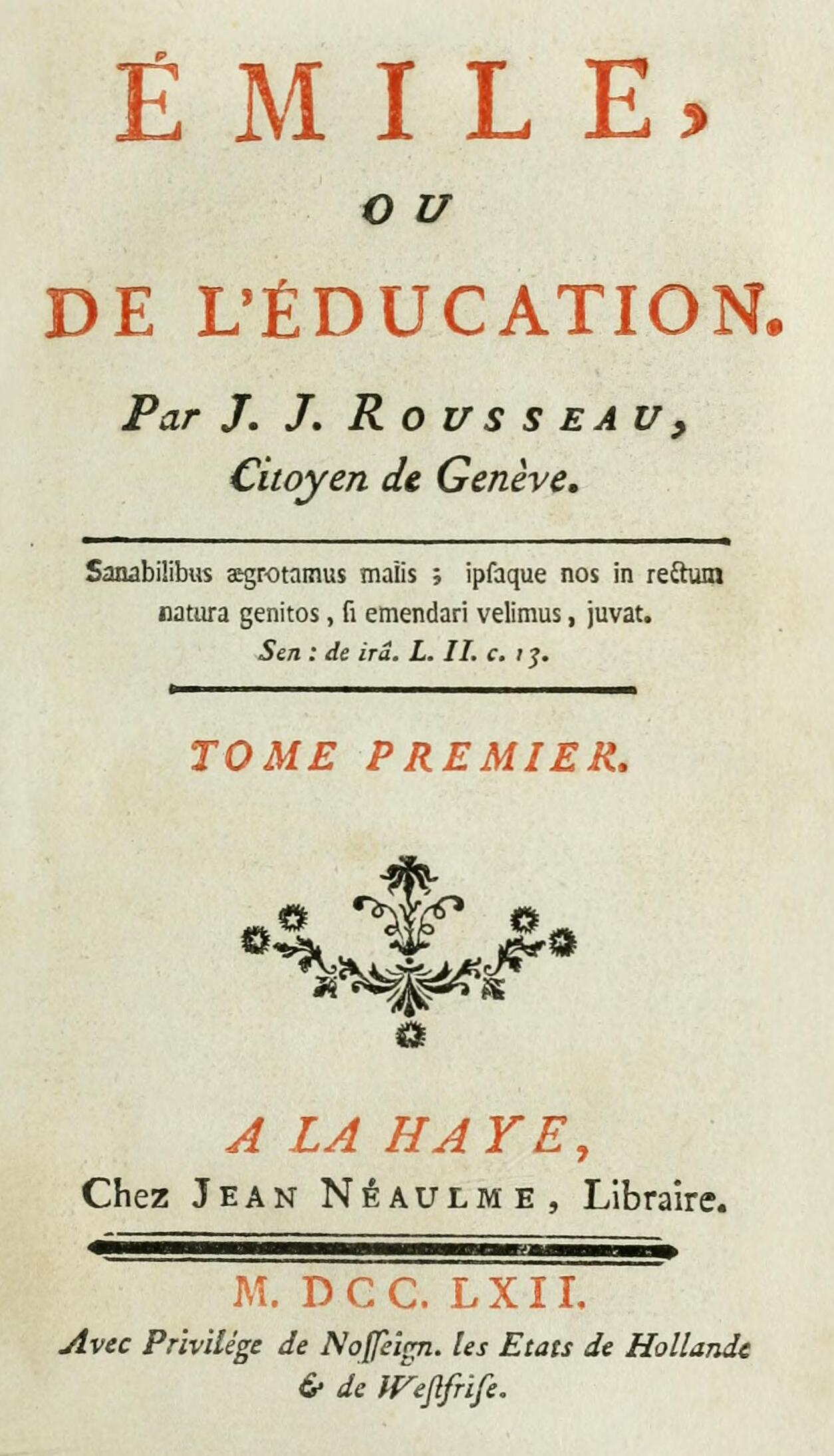
L'approche pédagogique de Thomas Day dans l'éducation de Sabrina Sidney s'inspire des principes rousseauistes exposés dans Émile, ou De l'éducation (couverture de 1762).

Dans le cadre de son projet éducatif expérimental, Thomas Day cherche à soustraire ses protégées à toute influence extérieure susceptible d'altérer son programme pédagogique. Il décide ainsi de les conduire en France début novembre 1769, probablement aussi pour minimiser les potentielles implications juridiques et sociales de sa démarche et échapper aux commentaires de la société britannique. Le groupe entreprend un périple de plus de 960 kilomètres jusqu'à Avignon, où ils louent une résidence dans le quartier des Fusteries. Day met en œuvre une stratégie d'immersion linguistique et sociale rigoureuse : aucun domestique parlant anglais n'est recruté, afin de garantir son monopole interprétatif et éducatif auprès des filles, qui ne maîtrisent pas le français,.
Thomas Day se concentre sur l'éducation des filles, s'inspirant des principes d'Émile ou De l'éducation. Il enrichit l'enseignement qu'elles avaient reçu à l'hôpital des enfants trouvés en y intégrant des compétences fondamentales telles que la lecture et l'arithmétique de base, tout en leur enseignant également l'écriture. Day estime que les filles doivent être préparées à gérer les responsabilités domestiques ; ainsi, elles sont chargées de la cuisine, du ménage et d'autres tâches ménagères. De plus, il souhaite engager des discussions avec elles sur des concepts complexes. Pour ce faire, il leur enseigne des notions élémentaires de physique et de géographie, les encourageant à observer les changements saisonniers et à noter les détails des levers et couchers de soleil. Enfin, il leur transmet le mépris philosophique de Rousseau pour le luxe, afin de les sensibiliser à des valeurs de simplicité et de modestie.

#### Tensions et stratégies éducatives
Durant son séjour en France, Thomas Day maintient une correspondance régulière avec Richard Lovell Edgeworth, relatant des détails significatifs concernant l'éducation des deux jeunes filles. Il souligne particulièrement l'engagement intellectuel de Sabrina Sidney, qui manifeste un intérêt plus prononcé pour les études. Dans ses échanges épistolaires, Thomas Day rapporte plusieurs événements marquants, notamment un épisode périlleux survenu lors d'un voyage sur le Rhône. Le bateau ayant chaviré, Day parvient à secourir les deux jeunes filles, qui ne sachant pas nager, auraient été exposées à un danger certain,. Un autre incident mérite d'être mentionné : une interaction avec un officier français qui illustre la détermination pédagogique de Thomas Day. Afin de stimuler la conversation et l'intérêt de ses élèves, il provoque l'officier, allant jusqu'à sortir un jeu de pistolets de duel. Toutefois, la situation se désamorce rapidement lorsque l'officier présente des excuses, expliquant qu'aucune offense n'était initialement intentionnelle.
Les chroniqueurs et les journalistes présentent des points de vue nuancés de la relation pédagogique entre Thomas Day et ses élèves. À titre d'exemple, Jenny Uglow suggère que Day manifestait une certaine impatience lorsque les jeunes filles montraient des signes de lassitude durant leurs enseignements, alors que Blackman identifie des tensions interpersonnelles qui émergeaient entre Thomas Day et les filles. Ces sources mentionnent également une certaine harmonie durant la période d'éducation, mais aussi la bienveillance et l'implication de Thomas Day en cas de problèmes de santé chez les filles, notamment pendant une épidémie de variole,. Il est cependant nécessaire d'adopter une posture analytique nuancée lors de l'évaluation de ces données, en privilégiant une approche scientifique qui prenne en compte la possible fragilité des sources et des interprétations. En effet, les deux jeunes filles avaient préalablement été vaccinées contre ladite maladie et leur parcours antérieur à l'hôpital des enfants trouvés aurait vraisemblablement contribué à développer des comportements plus disciplinés.

### Poursuite de l'éducation en Angleterre

#### Violences pédagogiques et résistance
Thomas Day constate que l'évaluation différentielle des deux filles révèle des profils contrastés : Lucretia est caractérisée par une disposition plus enjouée, alors que Sabrina Sidney se distingue par une inclination intellectuelle et une propension à l'étude. Le trio rentre en Angleterre au printemps de 1770 et Thomas Day décide finalement de poursuivre la formation avec Sabrina Sidney. Richard Edgeworth précise que tous les projets de Thomas Day avec Sabrina Sidney sont couronnés de succès, mais qu'il arrive à la conclusion que Lucretia est « invinciblement stupide »,. Après une évaluation approfondie, Thomas Day opte pour une autre approche : il envoie Lucretia en apprentissage artisanal chez une modiste à Ludgate Hill, tandis que Sabrina Sidney poursuit l'expérience à Stowe House, la demeure de Thomas Day à Lichfield, pour une formation intensive caractérisée par un encadrement domestique, où elle assume de manière autonome la gestion de la maison, parallèlement à un tutorat individualisé pluridisciplinaire,.

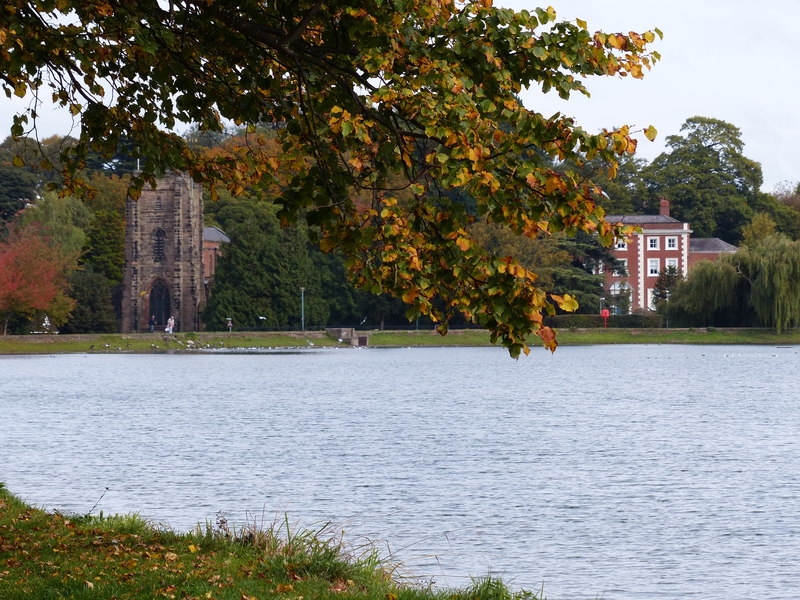
Stowe House, demeure de Thomas Day à Lichfield.

La démarche pédagogique de Thomas Day est toujours fidèle à son interprétation singulière du concept rousseauiste de l'« éducation négative », tel que développé dans Émile ou De l'éducation. Cette approche théorique postule le façonnage du sujet par la résilience et l'exposition contrôlée aux expériences potentiellement traumatiques voire mortelles, dans l'objectif de développer une robustesse psychologique et émotionnelle. Thomas Day transpose cette conception philosophique en une méthode expérimentale radicale, visant à renforcer la capacité de Sabrina Sidney à supporter des situations de stress. Sa méthodologie s'inspire directement de l'exemple proposé par Rousseau concernant la désensibilisation progressive aux stimuli sonores intenses, mais en radicalise significativement les modalités pratiques. L'expérimentation la plus emblématique de cette approche est la mise en œuvre d'un protocole de confrontation simulant un danger physique imminent, par l'utilisation d'une arme à feu dirigée vers Sabrina Sidney, sans préalablement l'informer de l'absence de réel danger puisque l'arme n'est pas chargée.

#### Parcours et rencontres
Dans le cadre de ses méthodes d'entraînement controversées, Thomas Day soumet Sabrina Sidney à des expériences visant à tester et développer sa résilience physique et psychologique. Ces pratiques comprennent des tests de tolérance à la douleur, impliquant l'application de cire chaude sur le corps et l'insertion d'épingles, avec pour consigne de maintenir un contrôle émotionnel maximal. Les méthodes de manipulation psychologique comprennent plusieurs autres techniques visant à tester la résistance émotionnelle et physique de Sabrina Sidney. Par exemple, Thomas Day tire des coups de pistolet à blanc près d'elle pour évaluer sa réaction nerveuse. Les protocoles d'endurcissement physique comportent des exercices d'exposition au froid, tels que des immersions prolongées dans un lac glacial jusqu'au niveau du cou, suivies d'une période de séchage à l'air libre. Un autre volet expérimental consiste à tester le détachement matériel en demandant à Sabrina Sidney de détruire des vêtements de valeur en soie. Malgré ses intentions, Thomas Day obtient des résultats mitigés. Sabrina Sidney développe une certaine tolérance à la douleur physique, mais compromet les objectifs de confidentialité en partageant les détails des protocoles avec son entourage.
À Stowe House, Thomas Day présente Sabrina Sidney aux membres de l'élite intellectuelle locale, notamment à Thomas Seward, ecclésiastique officiant à la cathédrale de Lichfield. Les Seward nourrissent l'espoir que Thomas Day puisse devenir un candidat potentiel au mariage avec leur fille, Anna Seward. Les écrits contemporains d'Anna révèlent un intérêt marqué pour Thomas Day. Elle manifeste particulièrement un vif intérêt pour le parcours de Sabrina Sidney, probablement influencée par l'histoire familiale : son père avait précédemment recueilli Honora Sneyd (en) après le décès prématuré de la mère de cette dernière.

## Éloignement d'avec Thomas Day

### Généalogie d'une émancipation contrainte

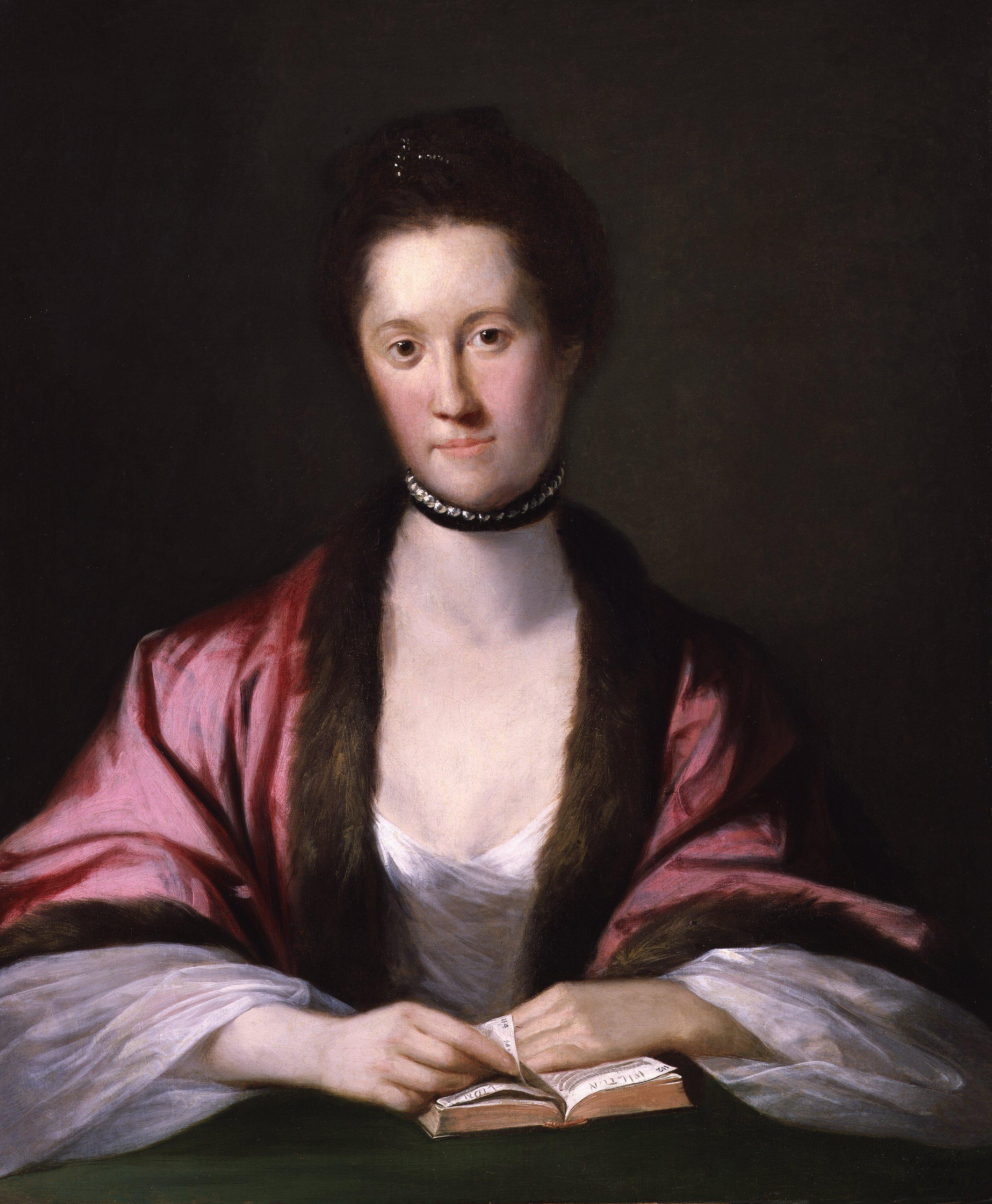
Anna Seward, contemporaine de Thomas Day et figure intellectuelle de Lichfield.

En 1770, Sabrina Sidney commence à contester les méthodes pédagogiques de Thomas Day, en manifestant une résistance croissante aux tâches prescrites. La communauté locale, notamment Anna Seward, remet en question la pertinence de leur arrangement éducatif. Lors de son séjour de Noël à Stowe, Richard Lovell Edgeworth joue un rôle de médiation crucial. Il persuade Thomas Day de l'inadéquation de son approche expérimentale et de l'impossibilité de laisser Sabrina Sidney sans supervision sociale appropriée. Par conséquent, au début de l'année 1771, Thomas Day place Sabrina Sidney dans un pensionnat à Sutton Coldfield dans le Warwickshire pour une durée de trois ans. L'établissement propose une formation traditionnelle destinée aux jeunes femmes de la haute société, centrée sur les compétences domestiques et matrimoniales, avec un accent particulier sur les arts et la couture. Conscient des enjeux éducatifs, Thomas Day impose des conditions spécifiques : il exige que Sabrina Sidney se concentre sur les matières académiques, tout en lui interdisant l'apprentissage de disciplines jugées secondaires comme la danse et la musique.
En 1774, Thomas Day rencontre Sabrina Sidney pour l'informer de son placement en apprentissage chez les Parkinson, une famille de couturières. Il considère cette profession comme peu susceptible de l'exposer à des tentations morales. Sabrina Sidney est confiée à cette famille avec pour directive de travailler assidûment et de vivre sans superfluités. Contrairement aux attentes de Thomas Day, les Parkinson traitent Sabrina Sidney avec une bienveillance qui le conduit à les critiquer pour leur manque de rigueur dans l'inculcation des valeurs de travail et d'économie. Moins d'un an plus tard, la faillite de l'entreprise des Parkinson laisse Sabrina Sidney sans formation professionnelle et sans domicile. Thomas Day organise alors son hébergement chez ses amis, la famille Keir, et suggère implicitement qu'elle pourrait devenir gouvernante à son propre domicile. Bien que Sabrina Sidney ait désormais 18 ans et que Thomas Day l'envisage comme une épouse potentielle, il dissimule ses véritables intentions et le caractère expérimental de son éducation.

### La rupture
Dans la continuité de son projet éducatif, Thomas Day poursuit la transformation de Sabrina Sidney selon un modèle préétabli de féminité, en contrôlant son apparence vestimentaire et en lui inculquant des principes de sobriété. Sabrina Sidney adhère apparemment à ces directives, persuadant Thomas Day d'avoir accompli son dessein de créer une épouse idéale. Sa confiance est telle qu'il évoque ouvertement son intention matrimoniale, sans toutefois en informer directement Sabrina Sidney. Lorsqu'un tiers lui révèle ses projets, Sabrina Sidney se confronte à Thomas Day, qui confirme ses intentions tout en dissimulant la préexistence de ce dessein depuis leur première rencontre.
Lors de la proposition matrimoniale, Sabrina Sidney ne manifeste pas de refus explicite et Thomas Day poursuit les préparatifs nuptiaux, en tablant sur son assentiment ultérieur. Avant la cérémonie, Thomas Day confie Sabrina Sidney à des amis en lui prodiguant des instructions vestimentaires détaillées. À son retour, constatant que Sabrina Sidney ne répond pas à ses exigences vestimentaires, Thomas Day réagit avec une colère telle que Sabrina Sidney s'absente quelques heures. Cet incident provoque l'annulation immédiate des fiançailles. Thomas Day place alors Sabrina Sidney dans un pensionnat de Birmingham et lui alloue une pension annuelle de 50 livres sterling (équivalent à 7 947 livres sterling en 2023). Il décide alors de rompre définitivement tout lien avec Sabrina Sidney.

## Après Thomas Day

### Manipulation et résistance

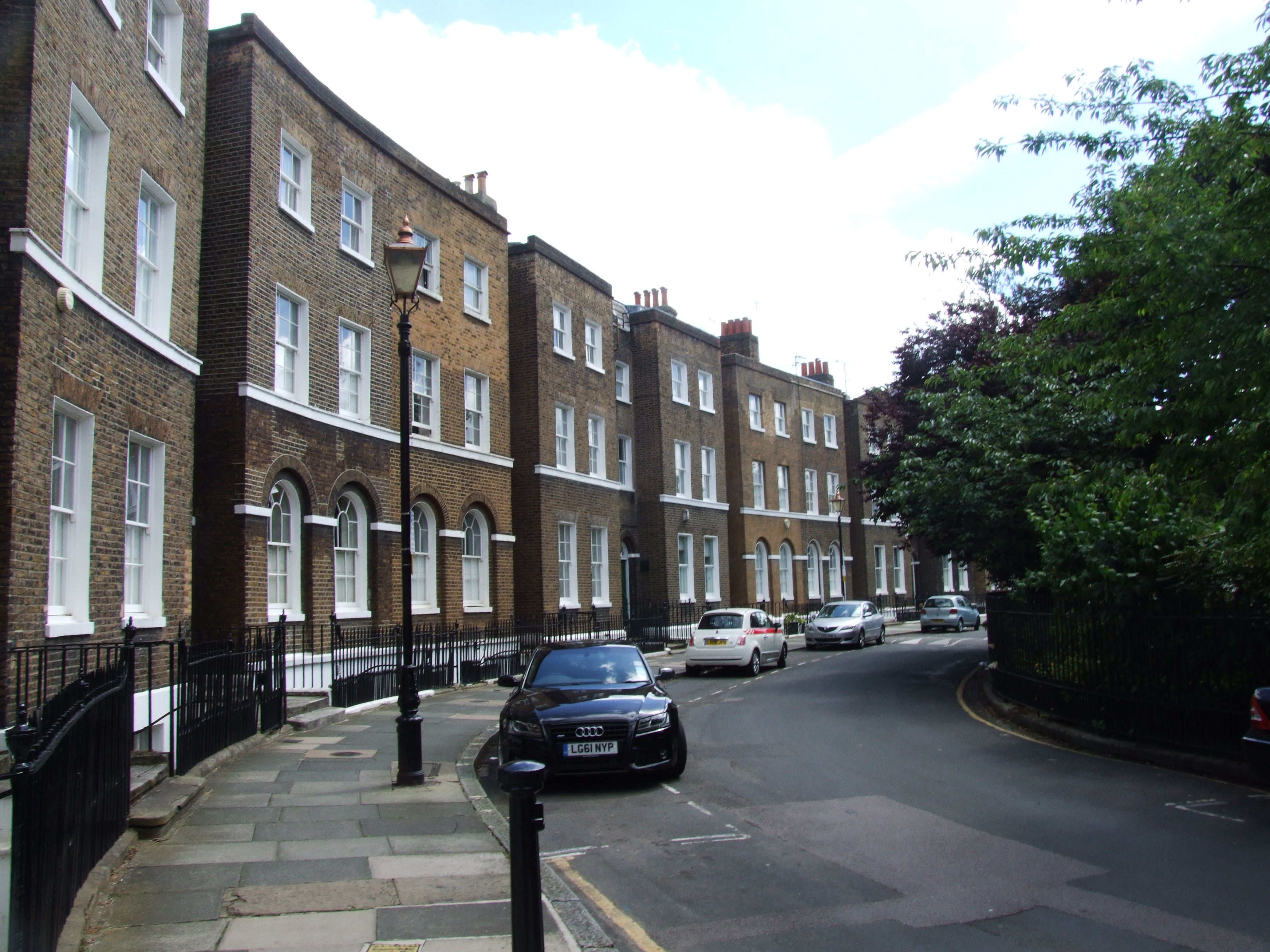
Dernière résidence de Sabrina Bicknell, au 29 Gloucester Circus, Greenwich.

Après la rupture avec Thomas Day, Sabrina Sidney passe huit années dans divers pensionnats autour de Birmingham. En 1778, Thomas Day épouse Esther Milnes, une héritière. Sabrina Sidney rencontre Jarvis Wardley, un apothicaire qui lui propose le mariage par un poème acrostiche. Elle sollicite les conseils de Thomas Day, celui-ci lui intime catégoriquement de refuser, allant jusqu'à rédiger un autre poème acrostiche qu'elle pourrait utiliser pour décliner la proposition. En 1783, Sabrina Sidney devient dame de compagnie à Newport, dans le Shropshire. C'est dans ce contexte que John Bicknell, l'ami de Thomas Day qui l'avait initialement aidé à la sélectionner à l'hôpital des enfants trouvés, lui propose de l'épouser. Célibataire et ayant dilapidé une grande partie de ses revenus d'avocat dans des jeux d'argent, Bicknell, qui ne lui avait guère prêté attention depuis leur première rencontre, l'aborde désormais avec une proposition matrimoniale.
Lors d'une discussion sur les perspectives matrimoniales entre Sabrina Sidney et Bicknell, Thomas Day rejette initialement la proposition de fiançailles, invoquant un écart générationnel, bien que l'âge de John Bicknell ne diffère que marginalement du sien. John Bicknell révèle alors à Sabrina Sidney la nature préméditée de son parcours : elle aurait été sélectionnée dès l'enfance comme épouse potentielle de Thomas Day, ses interactions ayant été systématiquement orchestrées pour la conformer à un modèle matrimonial prédéfini. Confronté par Sabrina Sidney à ces révélations, Thomas Day confirme le projet sans manifester de remords. Après une correspondance conflictuelle, il consent finalement au mariage de sa « cobaye », signifiant dans sa dernière missive la rupture définitive de leur relation.

### Mariage avec John Bicknell
Le 16 avril 1784, John Bicknell et Sabrina Sidney se marient en la cathédrale Saint-Philippe de Birmingham,. Conformément aux dispositions contractuelles préétablies, Thomas Day verse une dot de 500 livres sterling et met simultanément un terme à l'allocation annuelle de 50 livres sterling (soit 7 727 livres sterling en 2023) dont bénéficiait Sabrina Sidney. Le couple s'établit à Shenfield et donne naissance à deux enfants : John Laurens et Henry Edgeworth Bicknell. Cependant, John Bicknell poursuit ses pratiques financières délétères et dilapide les ressources familiales durant les trois années suivantes. Le 27 mars 1787, après trois années d'union, John Bicknell décède brutalement d'un accident vasculaire cérébral.
Sabrina Sidney est alors confrontée à une précarité financière soudaine. Toutefois, grâce au soutien combiné de Thomas Day, qui lui alloue 30 livres sterling annuelles (4 768 livres sterling en 2023), d'Edgeworth et des confrères avocats de John Bicknell qui constituent un capital de 800 livres sterling (127 144 livres sterling en 2023), elle parvient à stabiliser sa situation financière. Elle entame également une reconversion professionnelle, qui s'articule autour de fonctions éducatives : gouvernante auprès de Charles Burney et directrice d'établissements scolaires à Chiswick, Hammersmith et Greenwich. Cette pluriactivité lui permet non seulement d'assurer sa subsistance mais également de scolariser ses propres enfants dans son école de Greenwich.

### Décès
Durant les dernières années de sa vie, Sabrina Sidney réside dans une maison de quatre étages située à Gloucester Circus, à Greenwich, où elle est entourée de deux servantes, Ellen Woolvet et Sarah Hunt. Le 8 septembre 1843, elle meurt à son domicile des suites d'une grave crise d'asthme. Elle est inhumée au cimetière de Kensal Green.

## Influence et postérité
À la fin de sa vie, Sabrina Sidney a déployé une stratégie de préservation mémorielle visant à occulter les traumatismes de son passé, craignant que ses origines modestes et les violences subies n'altèrent sa respectabilité sociale. La publication par Anna Seward, en 1804, des Memoirs on the Life of Dr. Darwin, qui expose publiquement le parcours de Sabrina Sidney, provoque une réaction en chaîne. La presse critique l'ouvrage, tandis que John, le fils de Sabrina Sidney, manifeste une vive contrariété à la révélation du passé de sa mère,. En 1820, Edgeworth propose une lecture romanesque de la relation entre Sabrina Sidney et Thomas Day, en la décrivant comme un attachement harmonieux. Sabrina Sidney récuse fermement cette interprétation et revendique une expérience de domination proche de l'esclavage, tout en soulignant la violence psychologique subie.
Le destin singulier de Sabrina Sidney a profondément irrigué l'imaginaire littéraire et généré des correspondances herméneutiques significatives avec plusieurs œuvres majeures. Sa trajectoire biographique présente des similitudes structurelles saisissantes avec le Pygmalion de George Bernard Shaw, ce qui suggère une possible inspiration narrative. Les romans de Henry James (Le Regard aux aguets, 1871) et d'Anthony Trollope (Orley Farm, 1871) manifestent des parallèles troublants avec l'expérience de Sabrina Sidney, en révélant les mécanismes sociaux de transformation et de contrôle des individualités féminines au XIXe siècle. L'ouvrage de Wendy Moore, How to Create the Perfect Wife (2013), puis l'adaptation radiophonique de la BBC (The Imperfect Education of Sabrina Sidney, 2015) ont contribué à institutionnaliser académiquement et culturellement cette trajectoire biographique.